# Університет Анкари
Університет Анкари (тур. Ankara Üniversitesi) — публічний університет в Анкарі, столиці Туреччині. Це був перший вищий навчальний заклад, заснований у Турецькій республіці.
Університет має близько 40 професійно-технічних, 114 студентських та 110 програм підготовки спеціалістів. Загалом — 264 програми навчання.

## Історія
Університет Анкари був заснований Ататюрком. У 1925 році було встановлено Школу права для вивчення юриспруденції; у 1933 році — інститут сільськогосподарських технологій; Школу мов, історії та географії — у 1935 році; згодом було приєднано Школу політичних наук (Мектеб-і Мюлькі), що існувала з 1859. У 1940-х роках було започатковано Школу медичних наук.

## Факультети
В Університеті Анкари є такі факультети:
- Факультет медицини
- Факультет стоматології
- Факультет фармакології
- Факультет здоров’я
- Факультет ветеринарної медицини
- Факультет політичних наук
- Факультет права
- Факультет наук
- Факультет інженерії
- Факультет зв’язку
- Факультет педагогічних наук
- Факультет лінгвістики, історії та географії
- Факультет теології
- Факультет аграрних наук

## Видатні випускники
- Бюлент Аринч — політик, колишній спікер турецького парламенту
- Ісмаїл Хакі Дуру — фізик-теоретик
- Деніз Байкал — політик, партійний лідер
- Атаол Беграмоглу — поет, викладач
- Ченгіз Чандар — журналіст
- Хікмет Четін — колишній спікер парламенту
- Джан Дюндар — журналіст
- Аднан Сезгін — колишній футболіст, нині бізнесмен
- Муаммар Гюллер — губернатор Стамбула
- Екмеледдін Іхсаноглу — генеральний секретар Організації Ісламської конференції
- Ердал Іненю — академік, політик
- Ахмет Танер Кішлалі — колишній міністр
- Ферріт Мелен — колишній прем'єр-міністр
- Аднан Мендерес — колишній прем'єр-міністр
- Муратан Мунган — письменник
- Тахсін Езгюч — археолог
- Енгін Тузгун Паксой — професор генетики рослин
- Ахмет Некдет Сезер — президент Туреччини (2000—2007)
- Кемаль Суррея — поет
- Тюлай Тюжку — колишній юрист Верховного суду Туреччини
- Мехмет Кечекілер — колишній міністр
- Мурат Караялчін — колишній міністр закордонних справ; колишній мер Анкари
- Хасан Келал Гюзель — колишній міністр народної освіти
- Нева Чіфтчіоглу — турецька та американська астробіолог, доктор наук і перша громадянка Туреччини, яка працює у НАСА, перша турецька жінка, яка була номінована на лауріата Нобелівської премії в медицині.
- Волкан Бозкир — турецький дипломат.
- Ферідун Сінірліоглу — турецький дипломат.